# 日本コンクリート
日本コンクリート株式会社（にっぽんコンクリート、英称:NIPPON CONCRETE Co.,Ltd.）は、愛知県名古屋市守山区瀬古に本社を置くコンクリート二次製品メーカーである。

## 取扱製品
水路
- ボックスカルバート
- 大型組合せボックスカルバート（大型フィットボックスカルバート）
- NCボックスマンホール
- 耐震性継手付ボックスカルバート（DCJボックスカルバート）
- 大型プレキャストボックスカルバート（ビッグボックス）
- 雨水流出抑制ボックスカルバート（日コン式貯留浸透ボックスカルバート）
- 鉄道用ボックスカルバート（排水勾配付ボックスカルバート）
- 横引き工法（ボックスベアリング横引き工法）
- 可とう性継手：TSKJ工法（セーフティジョイントシステム）
- 開削型自走式工法：オープンピット工法（オープンシールド工法）
- 安定液掘削による沈埋工法（プラス工法）
- 日コン式開きょ
- NCフリューム
- 日コン式開水路用L形ブロック
- 床版
- ノスキッド仕上げ（コンクリート表面微細突起仕上げ）

道路
- 境界ブロック
- L形ブロック
- 側溝・ふた
- Ez（イージースリット）
- 吊り名人
- 大型化・長尺化プレキャストコンクリート製品
- VS側溝（自由勾配側溝）
- ファイコン（FRC製集水蓋版）
- 境界杭
- KCフォーム・JSフォーム（側溝用埋設型枠）

ます
- ます
- ザ・ます

景観
- インターロッキングブロック
- 植生用ブロック（緑化ブロック）
- リサイクルインターロッキングブロック
- インターロッキングブロックバリエーション
- 施工関連グッズ
- KCサークル

電線類地中化製品
- C.C.BOX
- 情報BOX

擁壁
- NCLウォール（道路用L型擁壁）
- HDウォール（大地震対応大臣認定擁壁）
- ハイ・タッチウォール
- プロテロックピアスワンダー（残存型枠）
- ゴールコン
- エコボックスRE工法
- NSSブロック（自立式大型ブロック）

補強土工
- テールアルメ工法
- スーパー・テールアルメ工法
- パンウォール工法

防火水槽（耐震性）・耐震性貯水槽
- 防火水槽（耐震性）・耐震性貯水槽

遊水池ブロック
- 遊水池ブロック

コンスパン工法
- コンスパン工法（アーチカルバートブリッジシステム）

テクスパン工法
- テクスパン工法（アーチカルバート）

スポーツウォール
- スポーツウォール

その他製品
- ソーラーキーパー
- ケコムセグメント工法
- 特殊製品
  - 待避ブロック
  - 基礎版
  - L型調整池ブロック
  - 浸透側溝

## 営業所
- 本社・営業本部（愛知県名古屋市守山区瀬古三丁目1725）
- 豊橋営業所（愛知県豊橋市二川町字東向山96番地）
- 静岡営業所（静岡県静岡市駿河区南安倍三丁目13-5 NKビル）
- 三重営業所（三重県いなべ市大安町大字梅戸字野手796-1）

## 工場
- 本社工場　生産本部（愛知県名古屋市守山区瀬古三丁目1725）
- 豊橋工場（愛知県豊橋市二川町字東向山96番地）
- 小牧工場（愛知県小牧市大字池之内字杉之本1370-5）
- 三重工場（三重県いなべ市大安町大字梅戸字野手796-1）